# William Longstreth Dodge
William Longstreth Dodge (Chestnut Hill, 7 gennaio 1925 – 7 luglio 1987) è stato un bobbista statunitense.

## Biografia
Ai VII Giochi olimpici invernali (edizione disputatasi nel 1956 a Cortina d'Ampezzo, Italia) vinse la medaglia di bronzo nel Bob a quattro con i connazionali Arthur Walter Tyler, Thomas Butler e James Ernest Lamy, partecipando per la nazionale statunitense, venendo superate dalle nazionali italiana (medaglia d'argento) e svizzera (medaglia d'oro).
Il tempo totalizzato fu di 5:12,39, con una differenza minima con gli italiani (5:12,10) e con un distacco inferiore ai due secondi dalla svizzera, 5:10,44.